# بيريزان
بيريزان (Березань) هي مدينة في مقاطعة كيييفسكا في أوكرانيا.
يبلغ عدد سكانها حوالي 16737 نسمة.